# Ши Ши
Ши Ши (кит. 石世, пиньинь Shí Shì, 295—349) — император государства Поздняя Чжао, пробыл на троне всего 33 дня.

## Биография
Ши Ши был самым младшим сыном Ши Ху, его матерью была третья жена Ши Ху императрица Лю (дочь Лю Яо — последнего императора Ранней Чжао). В 348 году Ши Ху казнил ранее избранного наследником престола Ши Сюаня за то, что тот убил своего брата Ши Тао. Придворный Чжан Чай смог убедить Ши Ху, что наследником престола следует сделать того из сыновей, чья мать имеет высокое происхождение.
Когда летом 349 года Ши Ху был уже при смерти, несмотря на то, что изначально он планировал сделать регентами своих сыновей Ши Цзуня и Ши Биня, Чжан и императрица Лю смогли подделать указы, приказывающие казнить Ши Биня, а Ши Цзуня отправить в Гуаньчжун. После смерти Ши Ху Ши Ши был возведён на престол, а вдовствующая императрица Лю заняла пост регента и стала управлять страной вместе с Чжан Чаем. Однако Ши Цзунь вместе с рядом поддержавших его генералов прибыл в столицу Ечэн, убил Чжан Чая и сместил Ши Ши и вдовствующую императрицу Лю, а трон занял сам. Ши Ши получил титул «Цяоский князь» (譙王), а вдовствующая императрица Лю стала вдовствующей княгиней Цяо. Вскоре после этого, однако, по приказу Ши Цзуня они были казнены.